# Ferrovia Lubiana-Karlovac
La ferrovia Lubiana-Karlovac (Železniška proga Ljubljana–Karlovac in sloveno) è una linea ferroviaria internazionale che unisce la capitale slovena Lubiana con la città croata di Karlovac.
La linea, lunga 152,9 km, è a singolo binario e non elettrificata. Il traffico passeggeri, di carattere locale, si svolge con automotrici diesel, e, dal 2021, la sezione Kamanje-Metlika è stata soppressa.

## Percorso
| Unknown route-map component "dCONTgq" | Unknown route-map component "STR+r" | Unknown route-map component "+d" |

| Unknown route-map component "d" | Unknown route-map component "ABZgxl+l" | Unknown route-map component "eLABZq+l" | Unknown route-map component "dCONTfq" |

| Station on track | Unknown route-map component "exLSTR" |

| Unknown route-map component "d" | Unknown route-map component "ABZgl" | Unknown route-map component "xKRZu+xl" | Unknown route-map component "dCONTfq" |

| Unknown route-map component "bSHI2+rxl" |

| Stop on track |

| Unknown route-map component "hbKRZWae" |

| Unknown route-map component "bWBRÜCKE1" |

| Station on track |

| Stop on track |

| Station on track |

| Enter and exit short tunnel |

| Enter and exit short tunnel |

| Stop on track |

| Station on track |

| Unknown route-map component "CONTgq" | Unknown route-map component "ABZgr" |  |

| Stop on track |

| Stop on track |

| Unknown route-map component "BRK3" |

| Enter and exit short tunnel |

| Station on track |

| Stop on track |

| Station on track |

| Stop on track |

| Station on track |

| Stop on track |

| Stop on track |

| Stop on track |

| Stop on track |

| Station on track |

|  | Unknown route-map component "ABZgl" | Unknown route-map component "CONTfq" |

| Stop on track |

| Enter and exit short tunnel |

| Station on track |

| Stop on track |

| Unknown route-map component "KDSTaq" | Unknown route-map component "ABZg+r" |  |

| Station on track |

| Enter and exit short tunnel |

| Stop on track |

| Unknown route-map component "hbKRZWae" |

| Stop on track |

|  | Unknown route-map component "ABZgl" | Unknown route-map component "KINTeq" |

| Stop on track |

| Enter and exit short tunnel |

| Stop on track |

| Station on track |

| Enter and exit short tunnel |

| Stop on track |

| Unknown route-map component "tSTRa" |

| Unknown route-map component "tSTRe" |

| Station on track |

| Stop on track |

| Unknown route-map component "BRK3" |

| Station on track |

| Stop on track |

| Unknown route-map component "KBHFxe" |

| Unknown route-map component "exHST" |

| Unknown route-map component "WCONTfaq" | Unknown route-map component "xTZOLLWo" | Unknown route-map component "WCONTgeq" |

| Unknown route-map component "exHST" |

| Unknown route-map component "exHST" |

| Unknown route-map component "KBHFxa" |

| Stop on track |

| Enter and exit short tunnel |

| Enter and exit short tunnel |

| Station on track |

| Unknown route-map component "bWBRÜCKE1" |

| Stop on track |

| Station on track |

|  | Unknown route-map component "ABZg+l" | Unknown route-map component "CONTfq" |

| Station on track |

| Unknown route-map component "CONTgq" | One way rightward |  |